# Rubella Ballet
Rubella Ballet — британская рок-группа, образованная в 1979 году в Лондоне, Англия, и исполняющая анархо-панк, впоследствии — с элементами дэт- и гот-рока.
В первый состав Rubella Ballet вошли Сид Эйшен (англ. Sid Ation, Flux of Pink Indians, ударные), Пит Фендер (англ. Pete Fender, Fatal Microbes, гитара), Джем Стоун (англ. Gem Stone, бас-гитара), а также Энни Энгзайети (англ. Annie Anxiety) и Уомбл (англ. Womble, вокал). Двое последних группу вскоре покинули, и вокалисткой стала Зилла Минкс (англ. Zillah Minx). В 1982 году из группы ушёл (в Omega Tribe) Питер Фендер, после чего гитаристы в Rubella Ballet сменялись неоднократно.
Rubella Ballet дебютировали в 1981 году выпущенным на кассете альбомом Ballet Bag, за которым последовал Ballet Dance EP (1982, оба — релизы Xntrix Records). Затем на Ubiquitous Records вышли At Last Its Play Time (1985) и If (1986), на Red Rhino Records — Cocktail Mix (1987), на Brave Records — At The End of The Rainbow (1990). Также на Brave вышел сборник Greatest Trips (1990), составленный из материала трех первых альбомов.
В 1991 году группа распалась, но в 2000 собралась вновь для участия в European Gathering (Милтон Кейнс), после чего продолжает выступать. Ядро коллектива составляют Сид и Зилла, к которым присоединяются приглашенные участники (в числе которых иногда появляется и Питер Фендер).

## Дискография
- Ballet Bag (1981, кассета)
- Ballet Dance (1982 #6 UK Indie Charts)[1]
- 42 % (1984, #10)
- At Last Its Playtime (1985, Ubiquitous)
- If (1986, Ubiquitous)
- Cocktail Mix — 1987 — Red Rhino Day Glo Five
- The Ballet’s Birthday Box (двойной альбом)
- At The End Of The Rainbow (1990, Brave)
- Greatest Trips (CD, 1990, Brave)
- Death Rock Daze (2007, UVP Productions)
- Nevermind the Day-Glo (2010, Overground)
- Planet Punk (2014, Overground)